# Accuface
Accuface, eigentlich Marlon Juers (* in Bremen) ist ein deutscher Trance-Produzent.

## Diskografie

### Singles
- On your own
- Hightechflash
- Anything is possible
- Space is the Place
- Millennium Bug
- Theme from Accuface
- Let your Mind fly
- Journey into Sound
- Red Sky
- Jetlag
- Experience
- Your Destination
- Pure Energy
- The Illumination
- Let your Mind fly 2007
- Red Sky (The Remixes)
- The Rush
- How can I save you
- See the Light 2009
- Your Destination 2010 (feat. Marcie)
- The Disaster (Grief and Anger)
- Pure Energy 2012
- Let your Mind fly 2014
- My Command (pres. Vortex)
- Hourglass (Accuface & Kirsty Hawkshaw & Trance Arts)

### Alben
- 2006: 10 – Most Wanted
- 2007: Timeless Tunes
- 2010: Lost & Found
- 2020: Bring It Back
- 2021: Missing Links

### Remixe
- DJ Gollum – Fortunes
- Reactor – Tune
- Blank & Jones – Desire
- Mental Theo – Revolution
- Fragrance – Don't break my Heart
- Tarantula – 8 Feet
- Don K – Heavenly Emotions
- Trooper – Jet Plane
- Alex Megane – I think of You
- DJ Dean – Dreamworld
- Neo Cortex – Hold me Tonight
- Triple Bounce – Magic Melody
- Mayumi Morinaga – One Million Miles
- Brooklyn Bounce – Get ready to Bounce
- Pakka Feat. Marcie – I Miss You
- Alex Megane – Something
- Megasonic – Emotion 2009
- Brooklyn Bounce – Bass, Beats & Melody Reloaded!
- DJ Dean vs. DJ Space Raven – Nobody ever knows any more
- Megasonic – Experience (follow me) 2k10
- Rolf Maier Bode – Vertigo
- Nektarios meets Kirsty Hawkshaw and Jan Johnston – Invisible Walls
- T-Forces – Outside Of Life
- Thomas Petersen vs. Mega 'Lo Mania ft. Franca Morgano – Without your Love
- Megasonic – Outside World 2k12
- Manox – Autumn Shine